# الحميشة (أبين)

تعديل مصدري - تعديل

الحميشه هي إحدى قرى محافظة أبين اليمنية، وتتبع إدارياً مديرية لودر. يبلغ تعداد سكانها 1472 نسمة حسب الإحصاء الذي أجري عام 2004.